# کار سیت هدرست
کار سیت هدرست (به انگلیسی: Car Seat Headrest) یک گروهٔ ایندی راک آمریکایی است که در لیزبورگ، ویرجینیا تشکیل شد و در حال حاضر در سیاتل، واشینگتن مستقر است. اعضای گروه عبارتند از ویل تولدو (خواننده، گیتار، پیانو، سینت‌سایزر)، ایثن آیوز (گیتار، بیس، خوانندهٔ پشتیبان)، ست دالبی (بیس) و اندرو کاتز (درامز، پرکاشن، خوانندهٔ پشتیبان). 